# Michele Bianchi
Pour les articles homonymes, voir Bianchi.
Michele Bianchi (né le 22 juillet 1883 à Belmonte Calabro, dans la province de Cosenza en Calabre — mort le 3 février 1930 à Rome) est un journaliste et un homme politique italien.

## Biographie

### La période socialiste et syndicaliste révolutionnaire
Michele Bianchi est lycéen à Cosenza puis il étudie à la faculté de droit de Rome et s'oriente dans le journalisme avant la fin de ses études. Il devient collaborateur de l’Avanti! et il adhère au Parti socialiste italien dont il est un dirigeant. En 1904, il participe au congrès de Bologne du PSI où il soutient le courant révolutionnaire emmené par Arturo Labriola.
En 1905 il démissionne de l’Avanti! avec ses amis syndicalistes révolutionnaires et prend, à partir du 1er juillet et pour quelques mois, la direction de la Jeunesse socialiste, organe de la fédération des jeunes socialistes. Il lance une campagne antimilitariste qui le conduit en prison puis il se déplace à Gênes où il devient secrétaire de la chambre du travail et directeur de Lotta socialista.
En 1906, à la suite de soulèvements ouvriers qu'il soutient, Bianchi affirme sa position pacifiste au sein du PSI qui n'est pas acceptée unanimement. Il est l'un des acteurs qui conduit à la scission des syndicalistes révolutionnaires du parti socialiste qui se produit d'abord au congrès de la jeunesse socialiste de Bologne en avril 1907 puis au premier congrès syndicaliste qui se tient à Ferrare en juillet.
S'ensuit une période de voyages en Italie et d'arrestations. En mai 1910, il devient directeur du journal La Scintilla dans lequel il lance l'idée, restée lettre morte, d'une liste unique de socialistes et socialistes révolutionnaires en vue des imminentes élections administratives. Mis en minorité pour « avoir trahi l'authenticité du syndicat », il décide, compte tenu de l'augmentation des électeurs de transformer La Scintilla d'hebdomadaire en quotidien d'où il dirige quelques mouvements de révoltes prolétariennes en 1911.
Il est de nouveau arrêté à Trieste pour un article qui attaque Giovanni Giolitti et la guerre de Libye avant que les difficultés économiques lui imposent la fermeture du journal. Il revient à Ferrare grâce à une amnistie et il crée le journal La Battaglia destiné à la campagne électorale de 1913 pour laquelle il est candidat sans succès. Par la suite, il s'installe à Milan où il devient un des principaux représentants de l'union syndicale.
Franc-maçon, il était membre de la Grande Loge d'Italie,

### Le tournant interventionniste et fasciste
À l'instar d’Alceste De Ambris et de ses amis de l'Union syndicale milanaise, Bianchi prend des positions interventionnistes, favorables à l'entrée en guerre. Il cosigne, en 1914, le manifeste des Faisceaux d'action internationaliste, pro-interventionniste.
Il participe en tant que volontaire à la Première guerre, devenant sous-officier d'infanterie, puis d'artillerie. Comme tous les interventionnistes, il est expulsé de l’Unione Sindacale Italiana (USI, d'inspiration anarcho-syndicaliste) et participe en 1918 à la fondation du syndicat national-syndicaliste, l’Unione Italiana del Lavoro (UIL).
À la fin du conflit, Bianchi participe à la fondation des Faisceaux italiens de combat (Fasci Italiani di Combattimento), en mars 1919, puis à celle du Parti national fasciste, dont il est élu secrétaire national en 1921. Dans le cadre de cette fonction, il cherche à établir une alliance entre les fascistes et les autres forces de droite. Il autorise un grand nombre d'actions menées par les Chemises noires.
Il participe en octobre 1922 comme quadrumviro à la marche sur Rome, entraînant la nomination de  Mussolini à la présidence du conseil. Le 4 novembre, Bianchi exerce la fonction de secrétaire général au ministère de l'intérieur du nouveau gouvernement dirigé par le duce. En 1923, après avoir démissionné de la fonction de secrétaire du PNF, il devient membre du Grand Conseil du fascisme et en 1924 il est élu député de la liste Mussolini. Le 14 mai, il se démet de la fonction de secrétaire général à l'Intérieur. 
En 1925, il est nommé sous secrétaire aux travaux publics puis en 1928 sous secrétaire au ministère de l'Intérieur et le 12 septembre 1929 ministre des travaux publics, poste qu'il a occupé jusqu'à sa mort en mars 1930.
Bianchi a promu un certain nombre de travaux publics en Calabre, en particulier dans sa province de Cosenza. La fondation du centre d'hiver de Camigliatello Silano, autrefois appelé Camigliatello Bianchi, remonte à cette période, de même que certains travaux publics réalisés dans la ville de Cosenza sous la direction du podestat Tommaso Arnoni (1925-1934).
Il est réélu député, mais sa santé, déjà fragile en raison d'une grave maladie, s'aggrave jusqu'à sa mort, le 3 février 1930 à 47 ans.
En 1932, il est enterré dans le monument funéraire érigé en son honneur sur la colline de Bastia, devant sa maison natale, Belmonte Calabro.

## Hommages
À Mantoue, le bâtiment de la Chambre de commerce (aujourd'hui MaMu, "Mantova Multicentre") dans le largo Pradella, construit à la fin des années 1930 et inauguré en 1941, porte le nom de Michele Bianchi.
À Rome, un tronçon du Viale del Policlinico lui a été dédié, une rue qui a retrouvé son ancien nom après la chute du fascisme.
Son nom a été donné à un sous-marin de classe Marconi de la Regia Marina, mis en service en 1940 et coulé en 1941.
À Cosenza, bien que la dédicace ait déjà été approuvée en 1993 sur proposition du conseiller municipal de l'époque, Sergio Nucci, en 2009, la place devant l'aqueduc de Merone, une œuvre réalisée par Bianchi lui-même lorsqu'il était ministre des Travaux publics, a été officiellement baptisée de son nom.

## Distinctions honorifiques
- Médaille commémorative de la Marche sur Rome, en or
 - Croix du Mérite de la guerre
 - Médaille commémorative de la guerre italo-autrichienne 1915-1918 (campagne de 4 ans)
 - Médaille commémorative de l'Unité italienne
 - Médaille italienne de la Victoire interalliée
 - Caporal d'honneur de la Milice volontaire pour la sécurité 